# Bambusa tuldoides
A Bambusa tuldoides az egyszikűek (Liliopsida) osztályának perjevirágúak (Poales) rendjébe, ezen belül a perjefélék (Poaceae) családjába tartozó faj.

## Előfordulása
A Bambusa tuldoides eredeti előfordulási területe Vietnám és a Kína délkeleti részén fekvő, Kuangtung tartomány.

## Felhasználása
Manapság ezt a bambuszfajt, a Föld szubtrópusi részein sokfelé termesztik. Kerti dísznövényként és bonszaiként használják fel.

## Képek

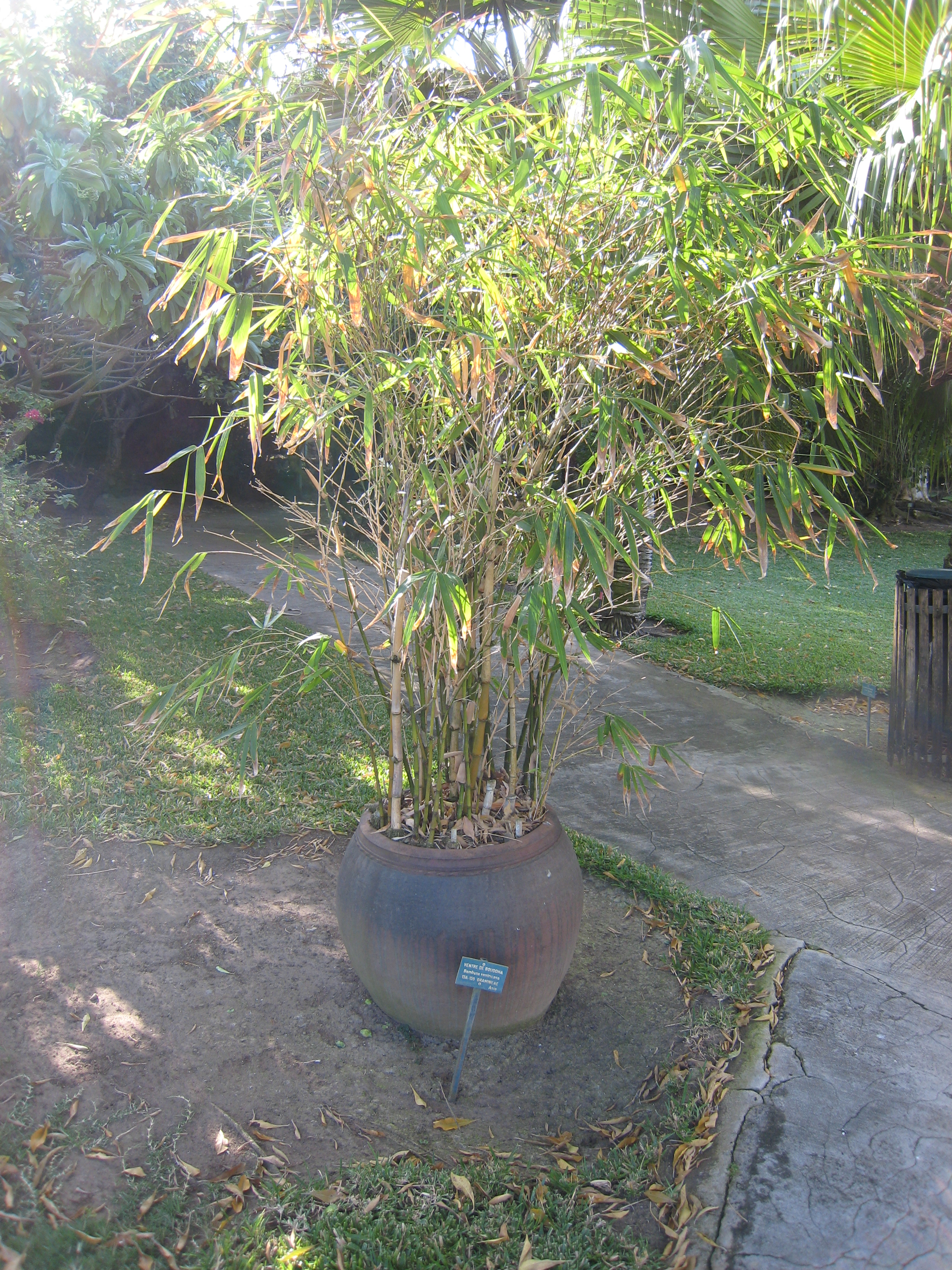
A növény
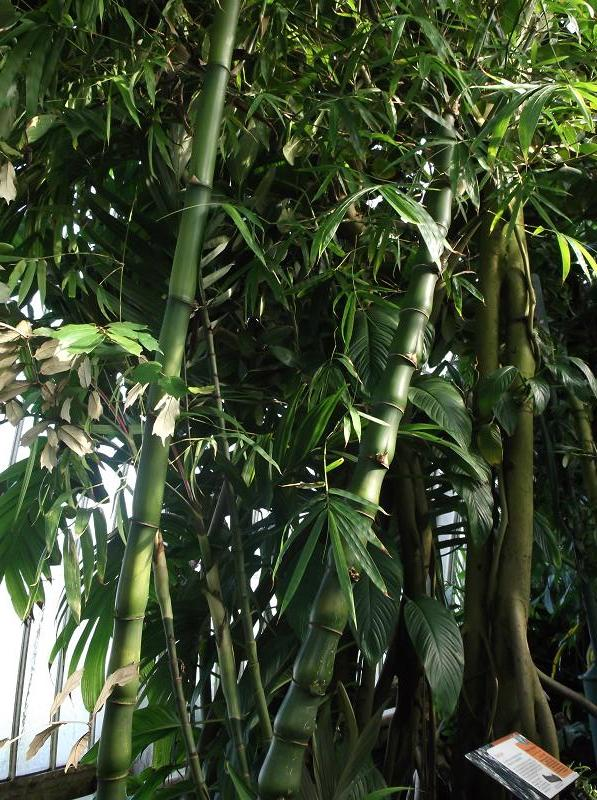
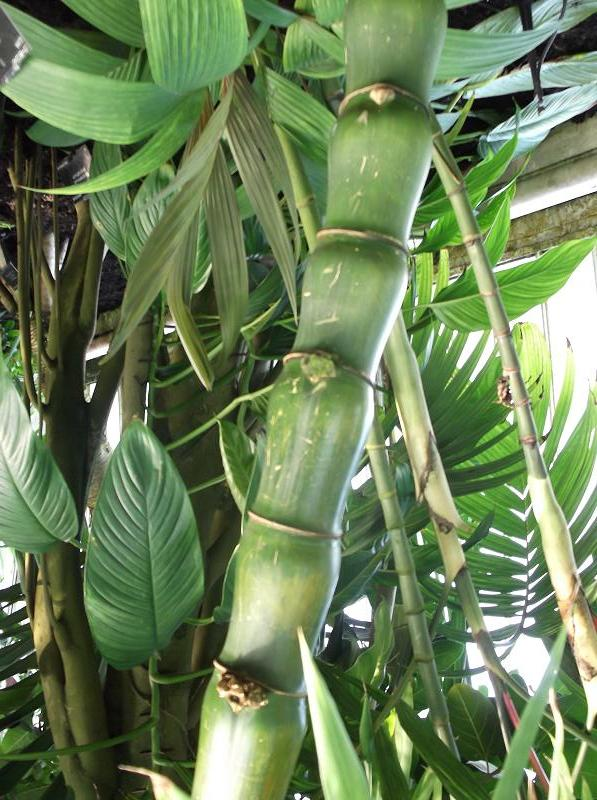
A szára
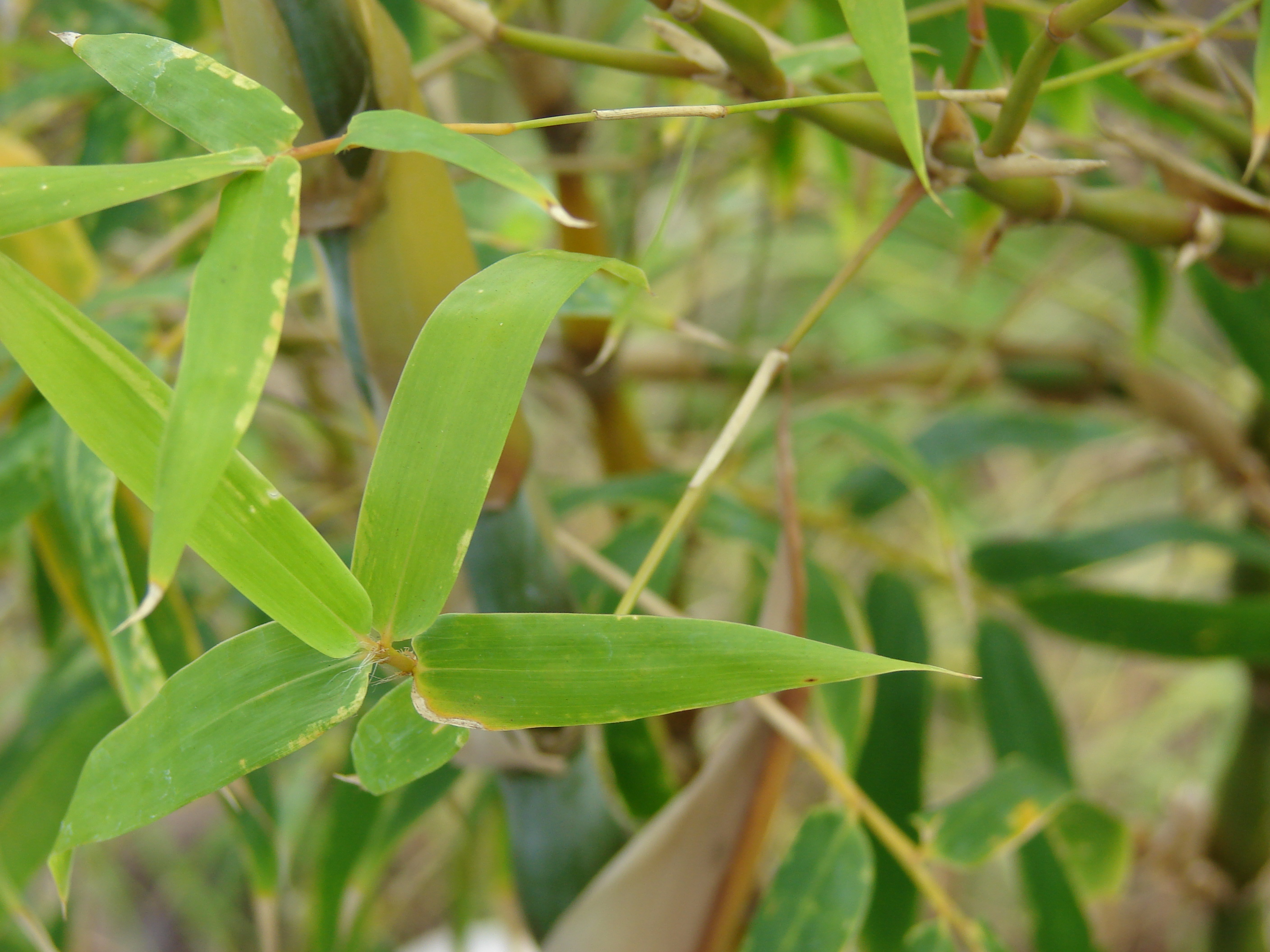
és levelei

### Fordítás
- Ez a szócikk részben vagy egészben  a   Bambusa ventricosa című angol Wikipédia-szócikk ezen változatának fordításán alapul.  Az eredeti cikk szerkesztőit annak laptörténete sorolja fel. Ez a jelzés csupán a megfogalmazás eredetét és a szerzői jogokat jelzi, nem szolgál a cikkben szereplő információk forrásmegjelöléseként.